# 加藤恵子
加藤 恵子（かとう けいこ、本名：尾形 恵子（おがた けいこ）、1968年（昭和43年） - ）は、日本の起業家、経営コンサルタント、著作家、有限会社ティップス代表取締役社長。山形県鶴岡市出身。

## 略歴
- 1968年（昭和43年） - 山形県鶴岡市に生れる。
- 1996年（平成8年） - 郷里にUターンし、独立起業する。SOHO支援サイト「SOHO'S WORLD」を立ち上げ、草の根の支援活動を開始。
- 1998年（平成10年） - 経済産業省（旧通商産業省）の新規成長産業連携支援事業でコーディネーター。国内のSOHO支援活動グループ等と連携し全国的なコーディネート活動を展開。SOHO支援活動家らと日刊SOHO'SREPORTを立ち上げる。
- 2001年（平成13年） - この頃から主に中小企業の経営コンサルティング事業を開始。
- 2007年　- 飛び級し山形大学大学院理工学研究科博士後期課程に進学。
- 2008年 - 文部科学省地域学術振興事業　科学技術コーディネーター、2009年文部科学省都市エリア産学連携促進事業、2010年文部科学省地域イノベーションクラスタープログラムで科学技術コーディネーター。
- 2017年　- 中小企業庁 山形県よろず支援拠点のチーフコーディネーターとして地域の中小企業の経営支援や拠点のマネジメントに携わる。2021年退任。

## 著書
- 2000年（平成12年） - 『はじめての独立・起業』 明日香出版社 ISBN 4-7569-0271-5
  - 『メールマガジン・メーリングリストで思いきり売上を上げる』 明日香出版社 ISBN 4-7569-0317-7
  - 『はじめての企画書の書き方』 明日香出版社 ISBN 4-7569-0449-1
- 2004年（平成16年） - 『起業家育成のプロが教える「失敗しない」ゼロからの起業』 フォレスト出版 ISBN 4-89451-160-6
  - 『起業家育成のプロが教える「失敗しない」ゼロからの起業』韓国語版 SamGakHyung Press ISBN 89-5725-052-2

## 参考資料
- （有）ティップス